# جون لورد لوف
جون لورد لوف (بالإنجليزية: John Lord Love)‏ هو محامي وسياسي أمريكي، ولد في 17 مارس 1841، وتوفي في 1899.